# گالیم آنتیمونید
گالیم آنتیمونید (به انگلیسی: Gallium antimonide) با فرمول شیمیایی GaSb یک ترکیب شیمیایی با شناسه پاب‌کم ۴۲۲۷۸۹۴ است. که جرم مولی آن ۱۹۱٫۴۸۳ g/mol می‌باشد. 